# 久住宏
 久住 宏 （くすみ ひろし、1922年（大正11年）4月1日 - 1945年（昭和20年）1月12日）は、日本の海軍軍人。海兵72期。大東亜戦争の末期、人間魚雷「回天」で出撃して戦死した。死後二階級特進し、最終階級は海軍少佐。

## 来歴
1922年（大正11年）4月1日に埼玉県川越市の素封家に生まれる。旧制東京府立第九中学校から海軍兵学校へ進学し、72期で卒業した。卒業後は同日中に軽巡洋艦「多摩」へ乗り組んで実習を重ね、さらに海軍潜水学校11期普通科学生として採用、1944年（昭和19年）8月に卒業したが、久住は当時極秘だった人間魚雷の存在をどのように知ったのか、必死兵器への配属を強く希望し、潜水学校を卒業した海軍兵学校72期卒業生ではただ一人の「回天」搭乗員として、同年9月6日に人間魚雷「回天」を創案した黒木博司大尉・仁科関夫中尉と共に第一特別基地隊大津島基地に着任、「回天」搭乗員として出撃までの時間を訓練にて過ごす。
1945年（昭和20年）1月12日、「回天」特別攻撃隊としてパラオ諸島コッスル水道にて出撃したが、その直後に久住の乗艇した「回天」が気筒爆発を起こした。気筒爆発を起こした「回天」は、多くの場合は自然に浮上するが、久住は「浮上したら敵に所在を教えてしまう。自沈するしかない」と考えた。出撃まで大津島で過酷な訓練を繰り返し、眼目に敵の輸送船や駆逐艦を捉えていながら攻撃することが出来ない苦しみを感じていた久住は、そのまま「回天」を自爆させて死ぬことも許されず、ハッチを開けて海水を艇内に入れ、生きながら海中に沈んでいった。享年22。久住の死は戦死とされ、二階級特進で海軍少佐となった。